# Mosset
Mosset (in catalano Mosset) è un comune francese di 316 abitanti situato nel dipartimento dei Pirenei Orientali nella regione dell'Occitania.

## Storia

### Simboli
Lo stemma del comune è molto particolare ed è ispirato a quello della famiglia Mosset, originaria di Gerona (d'argento, al gatto arricciato di nero, con in bocca un petardo d'oro, acceso di rosso) dove il gatto (in catalano moix) era un'arma parlante. Nello stemma del comune il fuoco d'artificio è stato sostituito, forse per un errore d'interpretazione, da un razzo spaziale. Lo sfondo dello scudo riprende i pali d'Aragona simbolo dei Pirenei Orientali.

## Società

### Evoluzione demografica
Abitanti censiti